# Shōjo Sect
Shōjo Sect (少女セクト Shōjo Sekuto?) es una serie japonesa de manga yuri escrita e ilustrada por Ken Kurogane. El manga fue serializado en la revista de manga para adultos Comic MegaStore entre el 17 de junio de 2003 y el 17 de junio de 2005. Una serie OVA en tres partes llamado Shōjo Sect: Innocent Lovers fue animada por Amacord siendo publicado el primer episodio el 25 de julio de 2008.
La historia se refiere a Shinobu Handa y Momoko Naito, quienes son dos chicas que se conocen desde la infancia. Shinobu se enamora de Momoko desde el primer día en que ellas se conocen. Ahora ambas se vuelven a encontrar en la secundaria, Momoko ha olvidado su pasado mientras que Shinobu aun recuerda a Momoko. Ambas continúan con sus vidas por diferentes caminos pero Shinobu aun guarda la esperanza de que Momoko recuerde el pasado.
Se destacan estas OVA's por tener como soundtrack canciones instrumentales de Robert Schumann (Escenas Infantiles, "Traumerëi"), Frédéric Chopin (Vals del Minuto), Ludwig van Beethoven (Sonata "Claro de Luna") entre otros más.